# Пфронштетен
Пфронштетен (њем. Pfronstetten) општина је у њемачкој савезној држави Баден-Виртемберг. Једно је од 26 општинских средишта округа Ројтлинген. Према процјени из 2010. у општини је живјело 1.545 становника. Посједује регионалну шифру (AGS) 8415058.

## Географски и демографски подаци
Пфронштетен се налази у савезној држави Баден-Виртемберг у округу Ројтлинген. Општина се налази на надморској висини од 748 метара. Површина општине износи 54,1 km². У самом мјесту је, према процјени из 2010. године, живјело 1.545 становника. Просјечна густина становништва износи 29 становника/km².